# Echinozone bispinosa
Echinozone bispinosa är en kräftdjursart som beskrevs av Oleg Grigor'evich Kussakin och Galina S. Vasina 1982. Echinozone bispinosa ingår i släktet Echinozone och familjen Munnopsidae. Inga underarter finns listade i Catalogue of Life.